# Марія де Богун
Марія де Богун (англ. Mary de Bohun; (1369  — 4 липня 1394 , замок Пітербороd, Кембриджшир ) — перша дружина короля Генріха IV, мати майбутнього короля Генріха V. Сама не була королевою, оскільки померла до того, як її чоловік зійшов престол.

## Життєпис
Дочка Гамфрі де Богуна, 7-го графа Герефорда та Джоанн Фіцалан, дочки Річарда Фіцалана, 10-го графа Арундела, та Елеонори Ланкастерської.
Після смерті Гамфрі де Богуна (16 січня 1373 року) його неповнолітні дочки Марія (4 роки) і Елеонора (6 років), успадкувавши статки, землі й титули свого роду, потрапили до числа найвигідніших англійських наречених. 1376 року з Елеонорою одружився Томас Вудсток, 1-й герцог Глостер. Бажаючи залишити за собою всю спадщину, він заточив юну Марію в монастир і змушував її прийняти чернечий постриг. Однак із монастиря Марію викрав Джон Гонт, 1-й герцог Ланкастерський і старший брат Томаса Вудстока, який планував видати її заміж за свого сина Генріха і за допомогою цього заволодіти частиною спадщини де Богунів.
Спочатку Марії обіцяли, що весілля відбудеться тільки після досягнення нею 16-річного віку, але обіцянку не було виконано, і вже 27 липня 1380 12-річна Марія стала дружиною Генріха Болінгброка, старшого сина Джона Гонта. Весільна церемонія відбулася в замку Арундел. У квітні 1382 року Марія народила свого первістка, хлопчик помер, проживши лише кілька днів. Загалом у шлюбі з Генріхом Болінгброком Марія народила сімох дітей, серед них і майбутнього англійського короля Генріха V.

## Діти
У шлюбі з Генріхом (одружені від 27 липня 1380 року) народила сімох дітей:
- Едуард Англійський (народився та помер у квітні 1382 року)
- Генріх V, король Англії (1386—1422)
- Томас Ланкастер, герцог Кларенс (1387 — 22 березня 1421)
- Джон Ланкастерський, герцог Бедфорд (20 червня 1389 — 14 вересня 1435). Перша дружина — Ганна Бургундська, дочка Іоанна Безстрашного (померла при пологах 1432 року). Друга дружина — Жакетта Люксембурзька. Нащадків не залишив.
- Гамфрі Ланкастерський, герцог Глостер (1390—1447)
- Бланка Англійська (1392—1409). Одружена з Людвігом III, курфюрстом Пфальцу.
- Філіпа Англійська (4 червня 1394 — 5 січня 1430). 1406 року вийшла заміж за Еріка Померанського, короля Данії, Норвегії та Швеції.